# Niavaran
Pour les articles homonymes, voir Niavaran (homonymie).

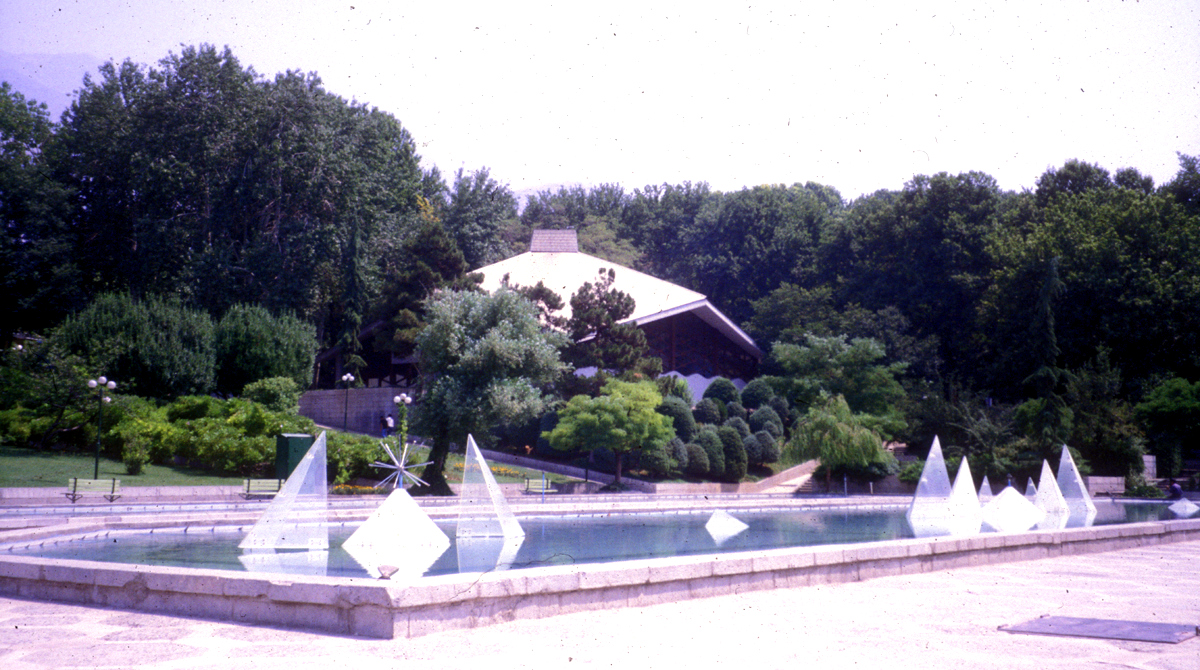
La Bibliothèque Publique de Niavaran est nichée dans le parc de Niavaran.

Niavaran est un district, situé aux limites nord-est de Téhéran. Il est situé à l'est de Shemiran et de Darband.
Dans ce quartier se trouvent de nombreuses ambassades étrangères, un site de la bibliothèque nationale d'Iran. Ses lieux les plus connus sont sans doute le Palais de Niavaran et le Parc Niavaran.
De nombreux gratte-ciels ont été récemment construits dans cette zone. Étant au nord de la ville, le climat est plus frais à Niavaran toute l'année, en comparaison avec le reste de Téhéran et les chutes de neige y sont importantes chaque hiver. Ceci est dû au fait que le district est située sur les pentes des monts Alborz, et se situe entre 1 500  et   2 000 m d'altitude, contrairement au centre de la ville qui est situé à 1 000 m.